# Mitaka
Mitaka (三鷹市?, Mitaka-chō, lett. "città di Mitaka") è una città conurbata in Tokyo, Giappone.
Nel 2003 la città aveva una popolazione stimata in 175 995 abitanti su un'area di 16,50 km², con una densità di 10.666,36 persone per km².

## Geografia fisica
Mitaka si trova nella pianura del Kantō, appena fuori dai 23 quartieri speciali di Tokyo, ai suoi confini orientali. Confina con le città di Musashino a nord, Chōfu a sud e Koganei ad ovest.

## Storia
La data di fondazione ufficiale della città di Mitaka è il 3 novembre 1950, ma i primi insediamenti nella zona risalgono al 1590.

## Luoghi di interesse storico e artistico
Fra i luoghi di interesse storico, artistico e culturale spiccano il museo Ghibli, che si trova nel parco di Inokashira e l'Osservatorio astronomico nazionale del Giappone.
Rilevante valore storico ha il canale Tamagawa Josui: il canale, che lambisce la stazione di Mitaka, fu completato nel 1653 per rifornire le città circostanti. Nel 1948 il celebre scrittore Dazai Osamu qui si tolse la vita.

## Istruzione
Mitaka ospita la International Christian University, la più grande ed antica università di stampo americano, fondata nel 1949 e l'Università Kyorin, fondata nel 1966 e frequentata da circa 4000 studenti.